# Nobuo Chigusa
Nobuo Chigusa (千種信雄?, Chigusa Nobuo; 20 ottobre 1948) è un ex cestista giapponese.

## Carriera
Con il Giappone ha partecipato ai Giochi olimpici di Monaco 1972 e a quelli di Montréal 1976.